# جایزه بزرگ ایالات متحده ۱۹۷۲
جایزه بزرگ ایالات متحده ۱۹۷۲ (انگلیسی: ‎1972 United States Grand Prix‎) یک مسابقهٔ موتوری در رشتهٔ اتومبیل‌رانی فرمول یک بود که در تاریخ ۸ اکتبر ۱۹۷۲ در مسیر مسابقه جایزه بزرگ واتکینز گلن واقع در واتکینز گلن، نیویورک، ایالات متحده آمریکا برگزار شد. این گراند پری در میان ۱۲ گراند پری در فصل ۱۹۷۲، مسابقهٔ شمارهٔ ۱۲ بود.
در این مسابقه که در ۵۹ دور و به مسافت ۳۲۰٫۶۷ کیلومتر (۱۹۹٫۲۵۵ مایل) برگزار شد، پول پوزیشن توسط جکی استوارت کسب شد و سریع‌ترین زمان برای طی یک دور پیست که برابر با ۱:۴۱٫۶۴۴ بود نیز توسط جکی استوارت به ثبت رسید.
جکی استوارت از تیم تایرل-فورد، فرانسوا سورت از تیم تایرل-فورد و دنی هیولم از تیم مک‌لارن-فورد به‌ترتیب مقام‌های اول تا سوم مسابقه را کسب کردند.

## رده‌بندی قهرمانی پس از مسابقه
|       | جایگاه | راننده           | امتیاز |
| ----- | ------ | ---------------- | ------ |
|       | ۱      | امرسون فیتیپالدی | ۶۱     |
|       | ۲      | جکی استوارت      | ۴۵     |
|       | ۳      | دنی هیولم        | ۳۹     |
|       | ۴      | ژاکی ایکس        | ۲۷     |
|       | ۵      | پیتر روسون       | ۲۳     |
| منبع: |        |                  |        |

|       | جایگاه | سازنده      | امتیاز  |
| ----- | ------ | ----------- | ------- |
|       | ۱      | لوتوس-فورد  | ۶۱      |
| ۱     | ۲      | تایرل-فورد  | ۵۱      |
| ۱     | ۳      | مک‌لارن-فورد | ۴۷ (۴۹) |
|       | ۴      | فراری       | ۳۳      |
|       | ۵      | سرتیز-فورد  | ۱۸      |
| منبع: |        |             |         |

یادداشت
- تنها پنج جایگاه نخست از هر رده‌بندی نمایش داده شده‌است.